# Blohm & Voss Bv 138
Blohm & Voss Bv 138 Seedrache – niemiecka łódź latająca, używana w czasie II wojny światowej przez Luftwaffe jako główny morski samolot rozpoznawczy dalekiego zasięgu. Wybudowano łącznie 297 egzemplarzy w latach 1938–1943.

## Konstrukcja

Silnik Junkers Jumo 205 eksponowany w MLP w Krakowie

Bv 138 był górnopłatem napędzanym trzema silnikami, przy czym jeden z nich był (nietypowo dla konstrukcji niemieckich) umieszczony powyżej osi kadłuba napędzając czterołopatowe śmigło. Pozostałe dwa silniki, umieszczone były na skrzydłach i napędzały śmigła trójłopatowe. W wersjach prototypowych stosowano różne silniki o mocach od 650 do 1000 KM. W pierwszej wersji produkcyjnej BV 138 A-1 zastosowano silniki Jumo 205C o mocy maksymalnej 600 KM każdy, które od wersji BV 138 B-1zastąpiono dwusuwowymi wysokoprężnymi, 6-cylindrowymi silnikami Junkers Jumo 205D, o mocy 880 KM.

## Użycie
Pierwsze użycie miało miejsce z trzema przedseryjnymi samolotami BV 138 A-01 do 03 do transportu żołnierzy podczas kampanii norweskiej. Przez resztę wojny BV 138 służył następnie jako samolot rozpoznawczy nad Morzem Północnym i Bałtyckim, a także nad kanałem La Manche i Oceanem Arktycznym. Niektóre BV 138 były również używane do trałowania min magnetycznych, gdzie silne pole magnetyczne generowane przez pierścień cewki zamontowany pod samolotem detonowało miny morskie wyposażone w zapalniki magnetyczne podczas niskiego lotu. Samoloty wyposażone w radar FuG 200 Hohentwiel były używane do zwalczania okrętów podwodnych. Silniki wysokoprężne dawały możliwość pobierania paliwa z niemieckich okrętów podwodnych, które wynurzyły się w umówionym miejscu daleko na Atlantyku. Skroplona woda w paliwie musiała zostać usunięta za pomocą specjalnego systemu, zanim mogła zostać wykorzystana przez silniki łodzi latającej.

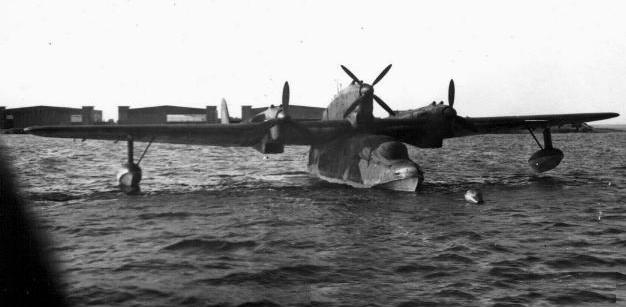
Blohm & Voss BV 138 na kotwicy na jeziorze Siutghiol, w pobliżu Konstancy w 1943

BV 138 wykazywał również dobre właściwości bojowe dzięki silnemu uzbrojeniu obronnemu. Jeden wielkokalibrowy karabin maszynowy MG 151 (od wersji B-1 działko 20 mm MG 151/20) w wieżyczce HDL 151 poruszanej hydraulicznie z przodu i dwoma 13 mm karabinami maszynowymi MG 131 z tyłu. Mógł zabrać 3 x 50 kg bomby, lub 2 x 150 kg bomby głębinowe (wersja B-1); 6 x 50 kg bomby lub 4 x 150 kg bomby głębinowe (wersja C-1).